# 馬亞希省
14°06′N 7°36′E / 14.100°N 7.600°E
馬亞希省（法語：Mayahi），是尼日爾的省份，位於該國南部，由馬拉迪大區負責管轄，東面是泰薩瓦省，面積6,952平方公里，2011年人口546,826，人口密度每平方公里79人。